# Perizoma apicistrigata
Perizoma apicistrigata là một loài bướm đêm trong họ Geometridae.